# Wilhelm Schöne
Wilhelm Erich Schöne (* 1. März 1887 in Leipzig; † nach 1957) war ein deutscher Gymnasiallehrer (Altphilologe) und Übersetzer aus dem Lateinischen.
Schöne studierte ab 1906 Geschichte und Klassische Philologie in Leipzig und Heidelberg und wurde 1911 in Leipzig promoviert. Er war ab 1913 Lehrer am König-Albert-Gymnasium in Leipzig.
Schöne gab Lukrez (1930), Horaz (Satiren und Briefe, 1934), Catull (1940) und Sallust (1950) heraus und in der Sammlung Tusculum Catull, Horaz, Sallust und Seneca (Apokolokyntosis 1957).

## Publikationen
- mit Hans Lamer und Ernst Bux: Wörterbuch der Antike mit Berücksichtigung ihres Fortwirkens. Kröner, Leipzig 1933. 3., durchgesehene und ergänzte Auflage, Kröner, Stuttgart 1950. 4., durchgesehene und ergänzte Auflage, Stuttgart 1956. 5. Auflage, Stuttgart 1959
- Lateinisch-deutsches Wörterbuch. 3000 Wörter für Schule und Haus – 200 lateinische Sprichwörter und Zitate. Thüringer Volksverlag, Pößneck 1949
- Lateinische Grammatik kurz und bündig : Latein-Skelett, Teil 2: Satzlehre. Thüringer Volksverlag, Pößneck 1950
- Deutsch-Lateinisches Vokabular, Thüringer Volksverlag, Pößneck 1951 (mit rund 6000 Wörtern)
- Horaz, Sämtliche Werke, Lateinisch und deutsch, 2 Teile in einem Band, Teil I: nach Kayser, Nordenflycht und Burger herausgegeben von Hans Färber, Teil II: mit Hans Färber (Sammlung Tusculum). Heimeran Verlag, München 1957